# عبد الرحمن المهدي
عبد الرحمن محمد أحمد المهدي ولد بأم درمان بعد وفاة والده الإمام محمد أحمد المهدي ببضعة أسابيع وذلك غرة شوال 1302هـ الموافق 13 يوليو 1885م. وحفظ القرآن الكريم في سن باكرة.

## ما بعد كرري
بعد واقعة كرري، تفرقت الأسرة وتوجه عبد الرحمن مع الخليفة شريف إلى الشكابة مع أبناء المهدي الآخرين. وفي الشكابة تم إعدام الخليفة شريف وابني المهدي البشرى والفاضل وجرح عبد الرحمن.
حددت سلطات الاحتلال إقامته في الشكابة وجزيرة الفيل لمدة تسع سنوات مع والدته ومن بقي من أسرة والده وأسرة الخليفة شريف. وتولى عبد الرحمن قيادة الأسرة وكان وقتها دون العشرين عاما.
سمح له بالحضور لأم درمان حيث كان يحضر مجالس العلم وبخاصة مجلس الشيخ محمد البدوي واشترى منزلا بجواره في العباسية ورحل إلى أم درمان مع أسرته بعد إلحاح من جانبه.

## النشاط الاقتصادي
في عام 1908م سمحت له السلطات بزراعة أراضي المهدي في الجزيرة أبا بمنطقة النيل الأبيض، حيث شرع في تعميرها وعاونه أنصاره ومريدو المهدية بلا أجر تقريبا تحت شعار «بليلة وبركة»، وكانت تلك البداية لأعماله الزراعية والاقتصادية.
بعد نهاية الحرب العالمية الأولى، عمل في تطوير أعماله ومشروعاته الزراعية مما وفر له عائدا ماليا مجزيا استخدمه في دعم الحركة الاستقلالية والمناداة باستقلال السودان. أنشأ دائرة المهدي الاقتصادية والتي ظلت تقود أعماله الزراعية والتجارية وصرف كل عائدها المالي على أسرته والحركة الوطنية وقام برهن العقارات والأراضي الزراعية للحصول على التمويل اللازم لخوض المعارك السياسية وعند وفاته كانت الدائرة مدينة لعدد من البنوك التجارية.

## النشاط السياسي
خلال فترة الحرب العالمية الأولى 1914- 1918م بزغ نجم عبد الرحمن المهدي كزعيم سياسي ورجل مال. وبعد نهاية الحرب كان ضمن الوفد الذي سافر إلى بريطانيا بقيادة السيد علي الميرغني عام 1919 فكان أصغر أعضاء الوفد سنا. حينها أهدى الملك جورج الخامس سيف والده، رامزا إلى أنه هجر الجهاد بالسيف الذي دعا له والده، وقد التزم في خطته لنيل الاستقلال عبر الوسائل السلمية. ذلك التصرف نال النقد من الكثيرين الذين كانوا يحبذون مواجهة الاستعمار بالقوة.و اتهموه بالعمالة للإنجليز.
لعب دورا بارزا في حركة «مؤتمر الخريجين» والتف حوله عدد من الخريجين والمثقفين وكان يدفعهم نحو مطلب الاستقلال التام. أسس صحيفة «حضارة السودان» في عام 1919م وصحيفة «النيل» في عام 1935م وحزب الأمة الذي كان شعاره «السودان للسودانيين» في عام 1945م. وقد عارض الدعوة إلى الاتحاد مع مصر والدخول تحت التاج المصري.
كان متحمسا للتعليم بشقيه الديني والنظامي.
ظل يعمل بقوة في سبيل الاستقلال حتى اتفق مع الإتحاديين وتم إعلان الاستقلال في 19 ديسمبر 1955 وتم الجلاء في 1 يناير 1956.
توفي في 24 مارس من عام 1959م. ودفن بقبة المهدي بأم درمان. وخلفه ابنه الصديق المهدي.

## إتهامات العمالة
أتهم بالعمالة للإنجليز وبجمع الثروة باستغلال الأتباع السذج.قامت حركة لتبرأته وقد تمثل ذلك في الاحتفال بالعيد المئوي لمولده الذي تم في عام 1996، وصاحبته ندوة علمية بها العديد من الأوراق التي انصبت على تبرأته.
يكشف موشيه شاريت في مذكراته عن زيارة رئيس حزب الأمة السوداني، إلى إسرائيل ولقائه معه ومع بن غوريون وجولدا مائير. ويقول إن السوداني شرح للإسرائيليين أن لديهما عدو مشترك - وهو الرئيس المصري، جمال عبد الناصر. ويضيف شاريت: تعهدت له بمبلغ مالي لشراء ماكينة طباعة وبإرسال شخص لفحص إمكانية فتح بنك في الخرطوم «. وبعد أيام عاد شاريت ليكتب:» أخشى أن نكون قد تورطنا. بدأنا مع محدثنا من حزب الأمة بأمور بسيطة ووصلنا إلى صفقات كبيرة. الآن يتطلب منا تجنيد اعتماد مالي بمبلغ كبير لزراعة القطن لزعيم الأمة سيد عبد الرحمن المهدي، والأمر منوط بخسائر لحكومة إسرائيل. من الواضح أننا لن لا نستطيع منح الضمان ولكن رفضنا سيتسبب في خيبة أمل.[بحاجة لمصدر]
لم يشير عبد الرحمن المهدي في مذكراته التي نشرها مركز الدرسات السودانية إلى زيارة إسرائيل 